# Millbrae
Millbrae é uma cidade localizada no estado americano da Califórnia, no Condado de San Mateo. Foi incorporada em 1948. A nordeste fica o Aeroporto Internacional de São Francisco, San Bruno fica a noroeste e Burlingame a sudeste. Faz fronteira com o Lago San Andreas a sudoeste. Possui mais de 23 mil habitantes, de acordo com o censo nacional de 2020.

## Geografia
De acordo com o Departamento do Censo dos Estados Unidos, a cidade tem uma área de 8,53 km², dos quais 8,47 km² estão cobertos por terra e 0,06 km² (0,7%) por água.

### Localidades na vizinhança
O diagrama seguinte representa as localidades num raio de 16 km ao redor de Millbrae.

## Demografia
Desde 1950, o crescimento populacional médio, a cada dez anos, é de 17,1%.

### Censo 2020
De acordo com o censo nacional de 2020, a sua população é de 23 216 habitantes e sua densidade populacional de 2 742,3 hab/km². Seu crescimento populacional na última década foi de 7,8%, acima do crescimento estadual de 6,1%. É a 13ª cidade mais populosa e também a oitava mais densamente povoada do condado de San Mateo.
Possui 8 679 residências que resulta em uma densidade de 1 025,2 residências/km² e um aumento de 3,7% em relação ao censo anterior. Deste total, 4,7% das unidades habitacionais estão desocupadas. A média de ocupação é de 2,8 pessoas por residência.
A renda familiar média é de 128 494 dólares e a taxa de emprego é de 62,2%.

### Censo 2010
Segundo o censo nacional de 2010, a sua população era de 21 532 habitantes e sua densidade populacional de 2 558,02 hab/km². Possuía 8 372 residências que resultava em uma densidade de 994,6 residências/km².

## Marco histórico
Millbrae possui apenas uma entrada no Registro Nacional de Lugares Históricos, o Southern Pacific Depot, designado em 1 de setembro de 1978.